# Guvernul Ion I.C. Brătianu (3)
Guvernul Ion I.C. Brătianu (3) a fost un consiliu de miniștri care a guvernat România în perioada 4 ianuarie 1914 - 10 decembrie 1916.

## Componența

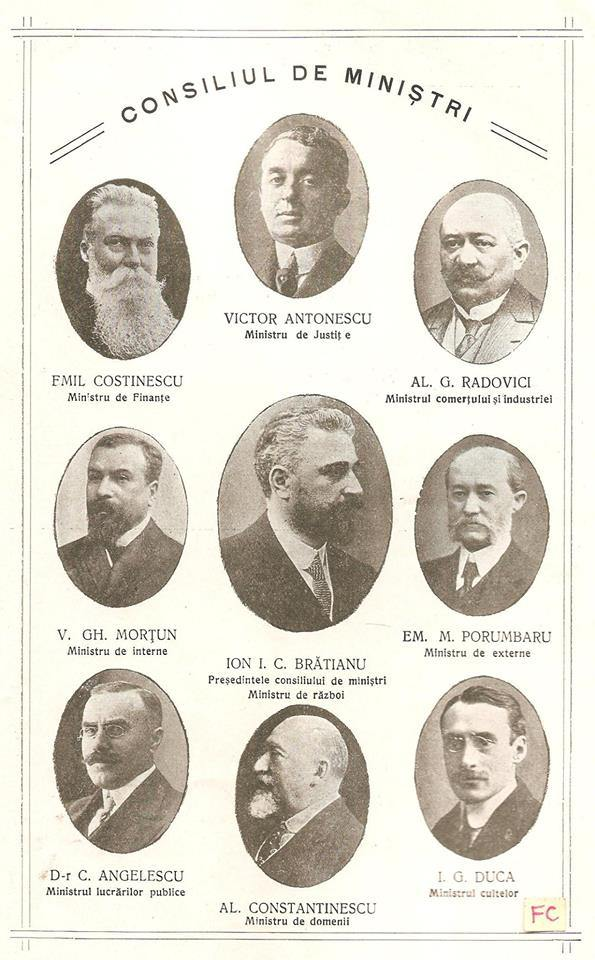
Consiliul de Miniştri condus de Ion I. C. Brătianu, 1914

- Președintele Consiliului de Miniștri

Ion I.C. Brătianu (4 ianuarie 1914 - 10 decembrie 1916)
- Ministrul de interne

Vasile G. Morțun (4 ianuarie 1914 - 10 decembrie 1916)
- Ministrul de externe

Emanoil Porumbaru (4 ianuarie 1914 - 8 decembrie 1916)
Ion I.C. Brătianu (8 - 10 decembrie 1916)
- Ministrul finanțelor

Emil Costinescu (4 ianuarie 1914 - 10 decembrie 1916)
- Ministrul justiției

Victor Antonescu (4 ianuarie 1914 - 10 decembrie 1916)
- Ministrul cultelor și instrucțiunii publice

Ion Gh. Duca (4 ianuarie 1914 - 10 decembrie 1916)
- Ministrul de război

Ion I.C. Brătianu (4 ianuarie 1914 - 15 august 1916)
Vintilă I.C. Brătianu (15 august -10 decembrie 1916)
- Ministrul lucrărilor publice

Dr. Constantin Angelescu (4 ianuarie 1914 - 10 decembrie 1916)
- Ministrul industriei și comerțului

Alexandru Radovici (4 ianuarie 1914 - 10 decembrie 1916)
- Ministrul agriculturii și domeniilor

Alexandru Constantinescu (4 ianuarie 1914 - 10 decembrie 1916)

## Sursa
- Stelian Neagoe - "Istoria guvernelor României de la începuturi - 1859 până în zilele noastre - 1995" (Ed. Machiavelli, București, 1995)

| Precedat(ă) de: Guvernul Titu Maiorescu (2) | Guvernul Ion I.C. Brătianu (3) 4 ianuarie 1914 - 10 decembrie 1916 | Succedat(ă) de: Guvernul Ion I.C. Brătianu (4) |

| Portal icon | Portal România în Primul Război Mondial |

| Portal icon | Portal Istorie |